# Робинсон, Чарльз (рефери)
Чарльз Шейн Робинсон (англ. Charles Shane Robinson, род. 2 июля 1964) — американский рестлинг-рефери и бывший рестлер. В настоящее время выступает в WWE на бренде SmackDown.

## Карьера в рестлинге

### Pro Wrestling Federation (1995—1997)
Робинсон является поклонником суперзвезды NWA Рика Флэра. Также изучал судью NWA Томми Янга, чтобы отточить свои манеры в качестве судьи. Его профессиональная карьера рестлера началась, когда присоединился к профессиональной федерации реслинга (PWF) в качестве фотографа в 1995 году. После использования в качестве специального приглашённого судьи в 1995 году он позже стал штатным судьёй PWF.

### World Championship Wrestling (1997—2001)

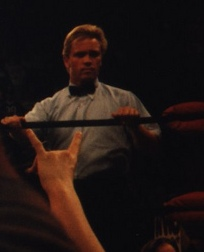
Робинсон работает WCW 1998 год

Робинсон неоднократно подавал заявку о повышении квалификации профессионального рефери на World Championship Wrestling (WCW). 15 сентября 1997 года получив пробный матч, судейство тёмного матча между Крисом Адамсом и Кендаллом Уиндэмом на WCW Monday Nitro на Independence Arena в Шарлотте, штат Северная Каролина. Через несколько недель после матча Робинсон связался с WCW и подписал контракт. Первое появление в компании у него было во время съёмок WCW TV в студии Universal Studios в Орландо, штат Флорида.
В 1999 году Робинсон стал рефери-хилом «Четырёх всадников», объединившись с Флером. Робинсон часто отдавал предпочтение Всадникам в матчах, которые он проводил, приводя Рэнди Сэвиджа в ярость. Сэвидж, который был отстранён Флером (тогда президентом WCW), предложил матч между своей подругой, Великолепным Джорджем, и Робинсоном, причём Сэвидж будет восстановлен, если Джордж победит Робинсона. Матч, который ознаменовал дебют Робинсона в реслинге, состоялся в Slamboree 1999 9 мая 1999 года. Робинсон, получивший прозвище " Маленький Найч «(отсылка к прозвищу Флэра, „ мальчик природы“), вышел на ринг в мантии, похожей на те, что носят Флэры, и подражал манерам Флэра, фирменной стойке и броской фразе» Вууу". Робинсон подражал Флэру на протяжении всего матча, используя обычную незаконную тактику Флэра, но побеждён Джорджем, который удержал его после ныряющего удара локтя. Робинзон выступал в своём втором матче на одну неделю позже, объединившись с Флером против фейса Рэнди Сэвидж и Мадузы на эпизоде WCW Monday Nitro. В ходе поединка Сэвидж нанёс Робинсону неудачный ныряющий удар локтем, сломав ему несколько позвонков и сломав лёгкое. Пройдя курс лечения, Робинсон через несколько недель вернулся на телевидение WCW и был назначен в группировку президента Флэра. Флёр и Пайпер (постановочно) управляли WCW до тех пор, пока их не сбросил Стинг, а Робинсон вернулся к своим судейским обязанностям.
Осенью 1999 года Робинсон снова хиллтернулся, на этот раз встав на сторону Сида Вишеса и Рика Штайнера. Робинсон будет участвовать в матчах, которые он судил для Вишеса и Штайнера. Это продолжалось бы в течение месяца, прежде чем Робинсон снова стал бы беспристрастным судьёй. В 2000 году, Робинсон появился в фильме продюсерованный от WCW К бою готовы. 26 марта 2001 года на Nitro Робинсон судил последний матч WCW в истории, где Стинг победил Рика Флэра с помощью болевого.

### World Wrestling Federation/Entertainment/WWE (2001 — настоящее время)

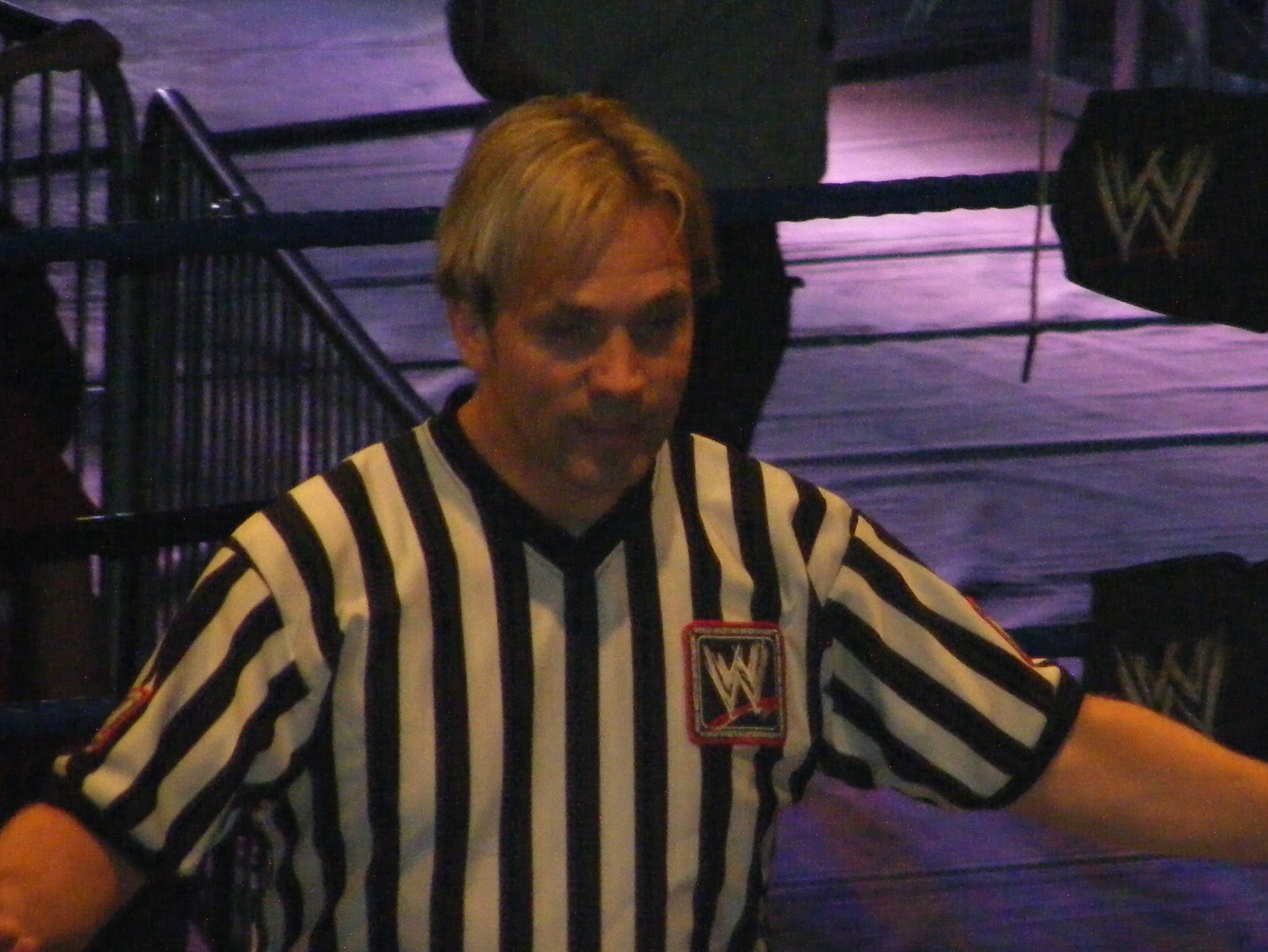
Робинсон на ринге в 2009 году

Когда в марте 2001 года World Wrestling Federation приобрела недвижимость WCW у AOL Time Warner, Робинсон был нанят в WWF. Дебютировал в WWF в качестве члена Альянса, препираясь с судьей-лоялистом WWF Джеком Доаном и сопровождая старшего чиновника WCW Ника Патрика на ринг для его матча на WWF Invasion 22 июля 2001 года. 2 июля 2001 года судил свой первый матч WWF. Несмотря на то, что Робинсон был членом Альянса, в отличие от своего коллеги-члена Альянса Ника Патрика, он был в основном справедливым и беспристрастным судьей. Примером этого может служить эпизод Raw от 20 августа 2001 года, когда он присудил Таджири победу над Букером Ти по дисквалификации, когда Букер Ти начал душить Таджири своей рубашкой. Накануне вечером на Саммерсламе Робинсон судил матч Букера Ти против Скалы и назвал этот матч средненьким, поскольку Скала выиграл чемпионство WCW.
В 2002 году WWF был переименован в «World Wrestling Entertainment», и ростер был разделен между двумя" брендами", Raw и SmackDown!. Робинсон изначально был назначен на Raw, но позже перевели на SmackDown!, где он судил много женских матчей. На эпизоде SmackDown от 1 июля 2004 года! Робинсон был вынужден выступать против Лютера Рейнса назначенный генеральным менеджером Куртом Энглом.Однако матч был быстро остановлен Чарли Хаасом.
В 2006 году на No Mercy (2006) Робинсон, судил одиночный матч между Мистером Кеннеди и Гробовщиком, в конце матча Мистер Кеннеди попытался ударить Гробовщика своим чемпионским поясом WWE США, но это сделал Гробовщик что получил победу по дисквалификации, а после матча Гробовщик провел гробовую плиту (Tombstone Piledriver) Кеннеди и рефери Робинсону. Робинсон также судил матчи за Чемпионство мира в тяжелом весе на WrestleMania 22, WrestleMania 23, а также последний матч чемпиона мира в тяжелом весе в WWE Рика Флэра на WrestleMania XXIV. Два года спустя он судил главное событие WrestleMania XXVI, последний матч Шона Майклза.
21 июня 2008 года, на эпизоде SmackDown, Робинсон был помещен в матч против Великого Кали назначенный генеральным менеджером Вики Герреро после того, как выставил Чаво Герреро с ринга во время матча Бема Нили с Мэттом Харди. В итоге проиграл Великому Кали в сквош-матче. После матча был вынесен медицинским персоналом. Позже вернется на матч между Эджем и Биг Шоу, где он остановил Биг Шоу от того, чтобы провести con-chair-to Эджу. В ноябре 2008 года судейство перестало быть эксклюзивным для некоторых брендов. Робинсон работал в финальных матчах Эдди Герреро, Эджа и Шона Майклза, а также в последнем матче Рика Флэра в стенах WWE на WrestleMania XXIV. Также он судил успешную победу Triple H над Стингом на Wrestlemania 31. Это был первый матч Стинга в стенах WWE, и Стинг лично выбрал Робинсона в качестве рефери. Робинсон также судил матч между Броком Леснаром и Гробовщиком в Саммерсламе, где матч закончился спорно после того, как Гробовщик сдался на Леснаре. Хотя Робинсон и не заметил, как Гробовщик постучал по рингу, таймкипер заметил это и позвонил. Затем Гробовщик нанес Леснару удар ниже пояса и удержал болевым приемом (Hell’s Gate). В послематчевом интервью за кулисами Робинсон признался, что после просмотра повторов Гробовщик действительно отключился, но он также подтвердил, что это не имеет значения, видит ли это таймкипер или толпа, до тех пор, пока он не позвонит колокол, матч будет продолжаться, поскольку он является судьей и официальным лицом. На Payback (2016) 1 мая 2016 года он судил матч между Шарлоттой (с её отцом Риком флером) и Натальей (с Бретом Хартом) за женское чемпионство WWE. Во время матча Робинсон позвонил в колокол, когда Шарлотта взяла Наталью в шарпшутер, несмотря на то, что Наталья не сдавалась. Это было похоже на Монреальский Облом Survivor Series 1997 года, когда Брет Харт проиграл чемпионство WWF. Робинсон был одним из судей, назначенных на первый турнир полутяжей WWE Cruiserweight Classic.
С 2002 года Робинсон был частью съемочной группы WWE , помогая собирать и разбирать ринг и устанавливать его до и после шоу.
В апреле 2020 года Робинсон стал главным официальным судьей SmackDown, после того как главный судья SmackDown Майкл Киода был освобожден от своего контракта WWE в рамках сокращения бюджета, вызванного пандемией COVID-19.

### Травмы
Однажды ему выбили локоть из сустава, когда он судил матч в ПВФ в Гастонии, штат Северная Каролина. Пожарник Чип случайно пнул локоть Чарльза во время попытки удержать. Был выведен из строя на 4 месяца.
18 апреля 2014 года, во время турне с WWE в Саудовскую Аравию, Робинсон потерпел странный несчастный случай, помогая собрать борцовский ринг, в результате чего он чуть не потерял свой большой палец. Рана требовала шести швов.
29 января 2017 года во время PPV Королевская Битва (2017) Робинсон судил матч за чемпионство WWE между Джоном Синой и Эй-Джеем Стайлзом, когда он разорвал подошвенный фасциит на левой ноге через семь минут после начала матча. Он завершил матч, но впоследствии был выведен из строя на два месяца, в течение которых успешно перенес операцию. Он вернулся 25 марта 2017 года во время хаус-шоу WWE SmackDown в Джонсон-Сити. Свое телевизионное возвращение совершил 28 марта 2017 года в эпизоде 205 Live.
В эпизоде «SmackDown» 11 июля 2017 года левый указательный палец Робинсона был слегка сломан Бароном Корбином, когда он судил матч Корбина против Синсукэ Накамуры.

## Видеоигры
Образ Робинсона как рефери появляется в THQ играх: WWE 12 , WWE 13 и 2K Sports WWE 2K14, WWE 2K15 и WWE 2K16.

## Личная жизнь
11 октября 2000 года Робинсон женился на женщине по имени Эми, у которой в январе 2001 года была диагностирована меланома лёгких, а 7 апреля 2002 года она умерла. У него есть дочь по имени Джессика от предыдущих отношений. Он также является христианином.